# رصدخانه نیس
رصدخانهٔ نیس (به فرانسوی: Observatoire de Nice) یک رصدخانهٔ نجومی واقع در نیس فرانسه بر روی قلّه مونت گراس است.
رصدخانه در سال ۱۸۷۹ توسط بانکدار فرانسوی رافایل بیستشوفشیم (فرانسوی: Raphaël Bischoffsheim‎) تأسیس شد.
معمار چارلز گارنیر بود، و گوستاو ایفل طراحی گنبد اصلی آن را به عهده‌داشت.
۷۷ سانتی‌متر (۳۰ اینچ) تلسکوپ بازتابی که ساخت «هانری و گوتیر» است در حدود سال‌های ۱۸۸۶–۱۸۸۷ شروع به کار کرد، که در زمان خود بزرگترین رصدخانه‌ای بود که بخش خصوصی هزینهٔ آن را تأمین می‌کرد ونیز برای اولین تلسکوپی بود که در چنین ارتفاع بالایی؛ (۳۲۵ متر یا ۱۰۶۶ فوت بالاتر از سطح دریا) نصب می‌شد.